# 十三人の刺客
『十三人の刺客』（じゅうさんにんのしかく）は、1963年（昭和38年）12月7日に公開された日本の時代劇映画。製作：東映京都撮影所、監督：工藤栄一、主演：片岡千恵蔵。この項目では本作のリメイク作品および、テレビドラマ、戯曲などの他媒体作品についても記述する。
東映京都撮影所による実録タッチの新路線「集団抗争時代劇」として製作された大作。クライマックスの約30分におよぶ13人対53騎の殺陣シーンは、時代劇映画史上最長とされた。
封切り時の同時上映作品は『わが恐喝の人生』（監督：佐伯清 主演：梅宮辰夫・千葉真一）。

## あらすじ
弘化元年（1844年）、筆頭老中・土井大炊頭（どい おおいのかみ）邸の門前で、明石藩江戸家老の間宮図書が切腹した。間宮の遺体のそばには、将軍徳川家慶の異母弟である明石藩主・松平斉韶（まつだいら なりつぐ）の暴虐ぶりを訴えた直訴状が残されていた。斉韶は気が向けば女を犯し、刀を振り回して人を殺す異常者であったが、その血筋に加え、家慶は次の年に斉韶を老中に抜擢する意向を示していたことから、幕府としては表立って処罰ができなかった。このため土井は苦慮の末、ひそかに斉韶を排除することを決意し、自身が最も信頼する目付・島田新左衛門に秘密暗殺部隊の結成を命じる。暗殺の決行は幕府が関知しない凶行として処理されることが確実であり、実行部隊になることは襲撃成功の是非を問わず、生還したとしてもただちに刑死することを意味した。
新左衛門は「これが最後のご奉公」と心に期し、斉韶暗殺のため、甥である島田新六郎、徒目付組頭の倉永左平太、島田家食客の平山九十郎、平山の知人の浪人・佐原平蔵など12人を集める。12人は参勤交代の行列を待ち構えて討つ計画を決める。斉韶はその残忍さから参勤交代で明石に帰国する際に尾張国を経由する東海道を通行できないことに決められていたため、信濃国・美濃国を経由する中山道を利用していた。12人はまず江戸郊外の戸田の渡し場で行列を待ち受けるが、明石藩の参勤交代をつかさどる鬼頭半兵衛の計略により、通常より多人数、それも武士ばかりの行列が編成されていたため、身をひそめたまま襲撃を断念する。
12人は美濃国の落合宿を決戦の場所と定め、行列に先回りする。ここは道が狭く、斉韶一行に陣形を組ませずに少数対少数で迎え撃つことが期待できた。地元の郷士・木賀小弥太が協力を申し出て、刺客は13人となる。
一方、斉韶一行は、道中の尾張藩領内・木曽上松宿の入り口で、尾張藩陣屋名で「尾張中納言様御達しにより松平左兵衛督様御通行を禁ず」と書かれた立て札を目のあたりにする。それにも構わず進むと、尾張藩士・牧野靭負（まきの ゆきえ）が立ちふさがる。牧野はかつて斉韶一行に本陣を提供した際、斉韶の気まぐれで息子を斬殺され、その妻も犯された末に自害していたため、恨みを晴らすために新左衛門に協力を申し出ていたのだった。落合宿に罠があるとにらんでいた鬼頭は、そこを避けるためにも伊那谷を経由する脇往還を行くことを進言するが、短気な斉韶はそのまま中山道を進むよう命じる。牧野の行為は刺客側の意向を汲んでのことであったが、彼はのちに責任を一身に負う形で切腹した。
斉韶一行は何度も道を変えた末、落合宿に向かわざるを得なくなる。その間13人は、多勢に無勢の不利をカバーするために、宿場のあらゆる場所にさまざまな仕掛けを設けて要塞化し、街路のところどころをふさいで迷路のようにしていた。11月のある日の早朝、ついに斉韶たちと13人は対峙。壮絶な死闘の末、新左衛門は斉韶を倒し、鬼頭と向かい合う。そこで新左衛門は刀を下げ、鬼頭に斬られるがままにした。新左衛門は「これでよい。わしは殿を斬らねば侍の一分が立たぬ。お主もわしを斬らねば侍の一分が立たぬだろう」とつぶやき、息絶えた。鬼頭も刺客の日置八十吉に倒された。

## 登場人物
刺客
- 島田新左衛門 - 目付・直参旗本。妻を早くに亡くしている。
- 島田新六郎 - 新左衛門の甥。公職につけず、芸者・おえんのヒモとなって暮らしていた。三橋と日置の誘いを一度断るが、新左衛門の「放蕩三昧で生きるより侍として死ぬほうが楽だ」との言葉で翻意する。最後まで生き残る。
- 倉永左平太 - 徒目付組頭。作戦の立案を担当。最後まで生き残る。
- 三橋軍次郎 - 小人目付組頭。日置とともに新六郎に協力を仰ぐ。
- 樋口源内 - 三橋配下の小人目付。
- 堀井弥八 - 三橋配下の小人目付。
- 日置八十吉 - 倉永配下の徒目付。三橋とともに新六郎に協力を仰ぐ。鬼頭を倒す。
- 大竹茂助 - 倉永配下の徒目付。
- 石塚利平 - 倉永配下。
- 平山九十郎 - 浪人。新左衛門邸の食客。斉韶討伐後、浅川十太夫に斬殺される。
- 佐原平蔵 - 浪人。九十郎に誘われ、新左衛門たちに協力を申し出る。
- 小倉庄次郎 - 九十郎の剣術の弟子。新左衛門たちに協力を申し出る。
- 木賀小弥太 - 木曽落合宿の郷士。新左衛門たちに協力を申し出る。

明石藩
- 松平左兵衛督斉韶 - 明石藩主。
- 鬼頭半兵衛 - 明石藩江戸藩邸詰。斉韶の残忍さに嫌気が差すも、立場上斉韶を守り続ける。
- 浅川十太夫 - 明石藩江戸藩邸詰。同僚を殺した平山を仇と狙い、倒す。一行の中で唯一生き残る。
- 丹羽隼人 - 明石藩江戸藩邸詰。参勤交代には同行しない。
- 小泉頼母 - 明石藩江戸藩邸詰。参勤交代には同行しない。
- 出口源四郎 - 明石藩江戸藩邸詰。土井大炊頭邸に出入りした人物を調査し、暗殺計画を察知して新左衛門邸へ近づくが、平山に倒される。
- 仙田角馬 - 明石藩江戸藩邸詰。出口とともに新左衛門邸へ近づくが、平山に倒される。
- 間宮図書 - 明石藩江戸家老。直訴のため、土井大炊頭の自邸前で切腹。
- 間宮織部 - 図書の息子。図書の「乱心」の責任を問われ斉韶に斬殺される。
- 間宮小浪 - 織部の妻。織部とともに斉韶に斬殺される。

幕府
- 土井大炊頭利位 - 筆頭老中。新左衛門に斉韶暗殺を命じる。

尾張藩
- 牧野靭負 - 尾張藩領木曽上松陣屋詰。新左衛門たちに協力を申し出る。
- 牧野妥女 - 靭負の息子。陣屋内で斉韶が千世を手込めにしているところを見とがめ、逆上した斉韶に殺害される。
- 牧野千世 - 妥女の妻。陣屋を手伝っている際に斉韶に襲われ、それを恥じて自害。

その他
- おえん - 柳橋の芸者。新六郎と同居している。
- 三州屋徳兵衛 - 落合宿総代。いち早く到着した新六郎から計画を聞き、協力を申し出る。
- 加代 - 徳兵衛の娘。

## 出演者
- 島田新左衛門 - 片岡千恵蔵

- 島田新六郎 - 里見浩太郎
- 鬼頭半兵衛 - 内田良平
- 土井大炊頭利位 - 丹波哲郎

- 芸者おえん - 丘さとみ
- 牧野千世 - 三島ゆり子
- 加代 - 藤純子

- 牧野妥女 - 河原崎長一郎
- 佐原平蔵 - 水島道太郎
- 樋口源内 - 加賀邦男
- 小倉庄次郎 - 沢村精四郎
- 三橋軍次郎 - 阿部九州男
- 木賀小弥太 - 山城新伍
- 浅川十太夫 - 原田甲子郎
- 日置八十吉 - 春日俊二
- 小泉頼母 - 明石潮
- 大竹茂助 - 片岡栄二郎
- 丹羽隼人 - 北竜二
- 老中A - 香川良介
- 松平左兵衛督斉韶 - 菅貫太郎

- 石塚利平 - 和崎俊也
- 三州屋徳兵衛 - 水野浩
- 仙田角馬 - 小田部通麿
- 間宮岸乃（間宮図書の妻） - 松浦築枝
- 斉韶の近習 - 相原昇
- 大野多仲（明石藩士） - 堀正夫
- 間宮図書 - 高松錦之助
- 堀井弥八 - 汐路章
- 出口源四郎 - 有川正治
- 老中B - 藤井貢
- 田中亮三
- 斉韶の近習 - 嵐寛童
- 老中C - 尾上華丈
- 土井大炊頭の近習 - 疋田圀男
- 村居京之輔
- 間宮織部 - 神木真寿雄
- 小鮒裕和
- 春川純
- 間宮小浪 - 高橋漣
- 老中D - 土井淳之祐
- 藤原勝
- 土橋勇
- 春日弘

- 倉永左平太 - 嵐寛寿郎
- 平山九十郎 - 西村晃
- 牧野靭負 - 月形龍之介

## スタッフ
- 監督 - 工藤栄一
- 企画 - 玉木潤一郎、天尾完次
- 脚本 - 池上金男
- 撮影 - 鈴木重平
- 照明 - 増田悦章
- 録音 - 小金丸輝貴
- 美術 - 井川徳道
- 音楽 - 伊福部昭
- 編集 - 宮本信太郎
- 助監督 - 田宮武
- 記録 - 勝原繁子
- 装置 - 西川春樹
- 装飾 - 川本宗春
- 美粧 - 佐々木義一
- 結髪 - 西野艶子
- 衣裳 - 三上剛
- 擬斗 - 足立伶二郎
- 進行主任 - 藤井又衛
- 語り手 - 芥川隆行

## 製作
- 東映京都撮影所の「集団抗争時代劇[注 3]」路線は1963年7月に封切られた『十七人の忍者』によって生まれ、その年の暮れに公開されたこの『十三人の刺客』によってジャンルとして確立された。この両作品とも、天尾完次の企画によるものである。特色としては、まず史実に基づいたリアリズム・タッチである（本作の場合、「明石藩主暗殺」自体はフィクションではあるものの、その根底には徳川家斉の大御所時代が招いた弊害という史実が据えられている）こと、モノクロ映像によってそのリアリズムを引き立てること、そしてクライマックスに権力闘争の結果としての集団による乱闘劇が用意されることが挙げられる。「集団抗争時代劇」が生まれた背景には、同年の『武士道残酷物語』や、前年公開の松竹作品『切腹』などの「リアリズム時代劇」のヒットがあった。また、テレビの登場によって映画界全体が衰退する中で、スターを大量に抱える撮影所が彼らを有効活用するために『忠臣蔵』のようなオールスターキャストによる集団劇を模索した結果であるという説もある。
- 13人のプロフェッショナルが情けを「余計なもの」としてすべて捨て、いかなる困難があってもひたすら最後まで目的を遂行する様子を描くため、描き方は即物的になり、情緒的なものは極力排除された[2]。
- 美濃落合宿での13人対53人の殺陣シーンは、映画のテーマである「平和な時代に人を斬ったことのない侍が刀を持った時の殺陣」を表現するために、1対1の対決を極力避け、集団戦をメインに据えている。撮影にあたっては、殺陣師が殺陣を綿密に指示するのではなく、「ヨーイドン」の掛け声とともに、刀を持った明石藩側の俳優たちを自由に動かし、そこに刺客側の俳優が現われると一斉に斬りかかるというラフな演出を行うことで、斬り合いの混乱をリアリスティックに再現した。また、この作品では手持ちカメラによる移動撮影が採用され、逃げ惑う侍たちや、大人数を相手に修羅場を駆け回る刺客たちの姿をダイナミックに捉えている。

### エピソード
- 倉永左平太役の嵐寛寿郎は、大映京都での『竜虎伝』以来、片岡千恵蔵と16年ぶりの共演であった。当時は時代劇の不振が始まった時期で、プロデューサーの玉木潤一郎も「チャンバラは滅びず、この映画で時代劇挽回や」と張り切っていたという。嵐は本作について「実に傑作だった」と評し、35分間の殺陣は「『七人の侍』よりも迫力おました」と語った[3]。
- 松平斉韶役の菅貫太郎は、本作での「酷薄な馬鹿殿さま」がはまり役になり、テレビ版『柳生一族の陰謀』、『必殺シリーズ』、『大江戸捜査網』、『暴れん坊将軍』など、多くのテレビ時代劇作品で類似の役柄を演じた。

## 評価
- 興行は惨敗だったとされる。嵐寛寿郎は「時代劇アカンと、東映が見切りをつけたのはこのあたりでおますな」と語っている。興行成功ならず、嵐は「タマジュン（引用注：玉木潤一郎のこと）残念やったと思います。それから間もなくあの世へ行ってもうた」と玉木を偲んでいる[3]。
- 文春文庫ビジュアル版の『洋・邦名画ベスト150 中・上級篇』（1992年刊）では1位に選ばれている。

## ソフト発売・ネット配信
- VHS版が発売された他、2002年7月にDVD版発売。その後、数回DVDの再発売があり、2013年6月盤が最新となっている（Blu-ray版は発売されていない）。
- YouTube「東映時代劇YouTube」の企画「映画監督・大友啓史が選ぶ東映時代劇3選」の一環として、2023年2月10日16:00（JST）から同年同月19日23:59（JST）まで無料配信が行われている。冒頭では大友啓史による解説も行われている。

## 派生作品
2010年には同名のリメイク映画が公開され、また本作の脚本を元にした同名の小説が刊行されるなど、さまざまなリメイク作品や関連作品が生まれている。

### テレビドラマ（1990年）
1990年3月28日にテレビドラマとしてフジテレビ系「時代劇スペシャル」において、仕事・映像京都・松竹京都映画の製作でリメイクされた。オリジナル映画版を製作した東映が、「企画協力」としてクレジットされている。
スタッフ
- 脚本 - 池上金男
- 監督 - 富永卓二
- 語り - 納谷悟朗
- 殺陣 - 林邦史朗
- 音楽 - 佐藤勝
- 企画 - 能村庸一、天尾完次、松木征二、西岡善信
- プロデュース - 香取雍史、鈴木哲夫、細井保伯

キャスト
- 島田新左衛門 - 仲代達矢
- 島田新六郎 - 田中健
- 芸者おえん - 萬田久子
- 平山九十郎 - 益岡徹
- 三橋軍次郎 - 河原崎次郎
- 三州屋徳兵衛 - 山本清
- 岡村嘉隆
- 早川純一
- 吉岡圭二
- 長森雅人
- 永野典勝
- 諸木淳郎
- 土井利位 - 丹波哲郎（オリジナル映画と同じ配役）
- 浜田雄史
- 花岡秀樹
- 出水憲
- 黒田隆哉
- 狩野修平
- 大黒一生
- 橋本和博
- 尾澤優司
- 滝譲二
- 森松條次
- 萩原郁三
- マットーヤ毛平
- 池田勝志
- 間宮図書 - 古谷一行（特別出演）
- 鈴木弥生
- 吉内里美
- 古川輝明
- 千葉誠博
- 浅川十太夫 - 浜田晃
- 松平斉韶 - 立川三貴
- 佐原平蔵 - 綿引勝彦
- 倉永左平太 - 下川辰平
- 牧野靭負 - 米倉斉加年
- 鬼頭半兵衛 - 夏八木勲

ビデオソフト・再放送

- 放送後の同年8月、ポニーキャニオンからVHS版発売（レンタルも有）。VHS版の生産終了以降は、手軽な視聴は極めて困難となっていたが、CS・時代劇専門チャンネルで再放送された。

### 映画（2010年）
三池崇史監督によるリメイク映画で、東宝の配給により2010年9月25日に公開された。島田新左衛門に役所広司、倉永左平太に松方弘樹、鬼頭半兵衛に市村正親、ほかに稲垣吾郎、山田孝之、伊勢谷友介、高岡蒼甫、伊原剛志などが出演する。

### 小説
2010年2月に小学館より刊行。映画の脚本を元にした、谺雄一郎著によるノベライズ作品である。
この小説とは別に、大石直紀の著による2010年の映画のノベライズ『映画ノベライズ版 十三人の刺客』 が2010年8月に小学館文庫から刊行されている。

### 漫画
森秀樹による漫画が、リメイク版映画の公開に先立って『ビッグコミック増刊号』で連載（公開直前の2010年9月発売の号まで、全3回）された後、リメイク版公開に合わせて2010年9月25日に単行本が発売された（小学館ビッグコミックススペシャル ISBN 978-4-09-183574-1）。

### 舞台
鈴木哲也・マキノノゾミの脚本、マキノの演出により、2012年8月に赤坂ACTシアターと新歌舞伎座にて公演。
2012年8月13日・15日の公演の模様が2012年12月にWOWOWで放送された。

#### ストーリー（舞台）
- 基本的なストーリーの流れはオリジナルの映画と同じであるが、冒頭に新左衛門と鬼頭の若き日（10年前）の姿を登場させている。また舞台版オリジナルのキャラクターとして新左衛門の妻・奈緒を登場させ、鬼頭との三角関係があったというエピソードや結婚10年にして新左衛門の子を宿すエピソードなどが加えられている。他にも、島田家の郎党である石塚利平が既に病で死んでおり、その代わりに利平の老父・平右衛門が刺客に加わるなどの改変がなされている。
- 全2幕。第1幕は新六郎が12人目の刺客として加わるところまで、第2幕は川を渡る斉韶一行の襲撃計画から始まる。
- クライマックスの大立ち回りの細かい展開はオリジナルの映画と異なるが、新左衛門が最後まで戦わずに陣に待機しており、斉韶を斬った後に、鬼頭にわざと斬られる流れはオリジナルと同じである。ただし、その後に鬼頭を斬るのはオリジナルの日置ではなく、石塚平右衛門になっており、平右衛門は鬼頭に斬り返されて絶命する。また、倉永はオリジナルでは生き残るが、本作の倉永は鬼頭との一騎討ちに破れて絶命する。

#### キャスト（舞台）
- 島田新左衛門 - 高橋克典
- 鬼頭半兵ヱ - 坂口憲二
- 奈緒 - 釈由美子： 新左衛門の妻。
- 島田新六郎 - 川村陽介
- 木賀小弥太/牧野妥女 - 青柳翔
- 小倉庄次郎 - 庄野崎謙
- 平山九十郎 - 山口馬木也
- 出口源四郎 - 水橋研二
- 浅川十太夫 - 小須田康人
- 三橋軍次郎 - 大家仁志
- 大竹茂助 - 武田浩二
- 桃井春蔵/三州屋徳兵ヱ  - 石坂史朗
- おえん/千世/間宮図書の孫 - 松山愛佳
- 日置八十吉 - 嘉島典俊
- 佐原平蔵 - 春海四方
- 石塚平右衛門 - 花王おさむ
- 牧野靭負 - 小林勝也
- 松平左兵衛督斉韶 - 袴田吉彦
- 倉永左平太 - 西岡徳馬

### テレビドラマ（2020年）
「スペシャル時代劇」としてリメイクされ、NHK BSプレミアムおよびNHK BS4Kにて2020年11月28日の21時から23時に放送。主演は八代目中村芝翫。
リメイクに際し、暗殺の対象となる明石藩主の名は同名の実在人物がいる「斉韶」から「斉継」に改められている。
キャスト
- 島田新左衛門 - 八代目中村芝翫
- 土井大炊頭利位 - 里見浩太朗
- 島田新六郎 - 福士誠治
- あき - 大島優子
- 松平左兵衛督斉継 - 渡辺大
- 平山九十郎 - 神尾佑
- 三橋軍次郎 - 春田純一
- 木賀小弥太 - 渡部豪太
- 日置八十吉 - 山口翔悟
- 加代 - 岡本玲
- 小えん - 片山萌美
- 小倉庄次郎 - 三代目中村福之助
- 樋口源内 - 石井一彰
- 石塚利平 - 菅裕輔
- 大竹茂助 - いわすとおる
- 堀井彌八 - 高島和男
- 間宮図書 - 堤大二郎
- 間宮織部 - 佐野圭亮
- 牧野妥女 - 堀田貴裕
- 千世 - 島居香奈
- 大野多仲 - 六代目中村松江
- 丹羽隼人 - 西村匡生
- 小泉頼母 - 入江毅
- 出口源四郎 - 柴田善行
- 師範代 - 福本清三
- 浅川十太夫 - 飯田基祐
- 三州屋徳兵衛 - 鶴田忍
- 倉永左平太 - 勝野洋
- 佐原平蔵 - 西村まさ彦
- 牧野靱負 - 石橋蓮司
- 鬼頭半兵衛 - 高橋克典

スタッフ
- 原作 - 池宮彰一郎
- 脚本 - 土橋章宏
- 音楽 - 沢田完
- 演出 - 金佑彦
- 語り - 山路和弘
- 殺陣指導 - 清家三彦
- 制作統括 - 内堀雄三（ユニオン映画）、樋渡典英（NEP）、磯智明（NHK）
- プロデューサー - 元信克則、辰巳暢一（ユニオン映画）、進藤盛延（東映）
- プロダクション協力 - 東映京都撮影所
- 製作著作 - NHK、ユニオン映画